# 백천못
백천못은 울산광역시 울주군 범서읍 굴화리에 위치한 대한민국의 저수지이다.태화강의 지류인 굴화천의 발원지이다.저수지 인근에는 시 최대의 블루베리 농장인 백천못위 블루베리 농장이 있다.(대표자:손호영)